# اریش فون اشتروهایم
اریش فن اشتروهایم (آلمانی: Erich von Stroheim; ‏۲۲ سپتامبر ۱۸۸۵ – ۱۲ مهٔ ۱۹۵۷) کارگردان، و هنرپیشه اهل اتریش و ایالات متحده آمریکا بود. او بین سال‌های ۱۹۱۴ تا ۱۹۵۵ فعالیت می‌کرد. 

## گزیدهٔ فیلمشناسی
از فیلم‌ها یا برنامه‌های تلویزیونی‌ای که او در آن‌ها نقش داشته‌است می‌توان به آثار زیر اشاره کرد:
- مکبث (فیلم ۱۹۱۶)
- تعصب (فیلم ۱۹۱۶)
- همسران احمق
- جان‌فروشی
- طمع (فیلم)
- بیوه سرمست (فیلم ۱۹۲۵)
- طوفان (فیلم ۱۹۲۸)
- دوستان و عشاق (فیلم ۱۹۳۱)
- توهم بزرگ
- اولتیماتوم (فیلم ۱۹۳۸)
- جبل طارق (فیلم ۱۹۳۸)
- پنج گور تا قاهره
- ستاره قطبی (فیلم ۱۹۴۳)
- هدف (فیلم ۱۹۴۵)
- سانست بلوار
- مهرگیاه (فیلم ۱۹۵۲)
- نفوذی (فیلم ۲۰۱۶)
- ناپلئون (فیلم ۱۹۵۵)